# Канде на Беврону
Канде сир Беврон (фр. Candé-sur-Beuvron) насеље је и општина у централној Француској у региону Центар (регион), у департману Лоар и Шер која припада префектури Блоа.
По подацима из 2011. године у општини је живело 1497 становника, а густина насељености је износила 96,64 становника/km². Општина се простире на површини од 15,49 km². Налази се на средњој надморској висини од 68 метара (максималној 111 m, а минималној 62 m).

## Демографија
| 1962. | 1968. | 1975. | 1982. | 1990. | 1999. | 2011. |
| ----- | ----- | ----- | ----- | ----- | ----- | ----- |
| 501   | 508   | 540   | 916   | 1.134 | 1.208 | 1.497 |

График промене броја становника у току последњих година